# Draudtia morsa
Draudtia morsa là một loài bướm đêm trong họ Noctuidae.